# Judith Scott (Künstlerin)
Judith Scott (* 1. Mai 1943 in Cincinnati, Ohio; † 15. März 2005 in Dutch Flat, Kalifornien) war eine US-amerikanische Textil-Künstlerin der Outsider Art.

## Leben
Judith Scott wurde in Cincinnati als Tochter von Lillian und Wallace Scott geboren. Sie war vom Down-Syndrom betroffen und lebte als Kind zusammen mit ihrer Zwillingsschwester Joyce zunächst bei ihrer Familie. Nach einer Scharlacherkrankung im Säuglingsalter verlor sie auch ihr Gehör, was jedoch erst viele Jahre später erkannt wurde. Sie hatte ein sehr enges Verhältnis zu ihrer Schwester, beide schliefen in einem Bett, spielten zusammen und verständigten sich auf ihre Art. Als „unerziehbar“ eingestuft, wurde sie im Alter von sieben Jahren aus ihrer Familie entfernt und in einigen Einrichtungen untergebracht, wo sie mehr als 35 Jahre lang haftähnlichen Bedingungen ausgesetzt war. Dies war für sie und ihre Zwillingsschwester Joyce eine traumatische Erfahrung.
1986 bemühte sich Joyce Scott um das Sorgerecht für ihre Zwillingsschwester und nach einigen Mühen erhielt sie es von den Behörden zugesprochen. Sie nahm Judith zu sich und ihrer Familie nach Kalifornien. Bereits ein Jahr später ging Judith Scott zum Creative Growth Art Center, einer gemeinnützigen Kunstorganisation, in Oakland, Kalifornien, die Menschen mit Behinderungen kreative Möglichkeiten bot. Dort begann sie sich im Alter von 44 Jahren kreativ zu betätigen. Scott entdeckte die Textilkunst für sich.
Judith Scott starb am 15. März 2005, in Dutch Flat, Kalifornien, im Beisein ihrer Schwester.

## Werk
Judith Scott war taub und stumm, ihre Skulpturen waren ihr Ausdrucksmittel. Sie nahm unterschiedliche Objekte, Fächer, Regenschirme, Papier; diese bildeten den Kern jedes Werkes. Sie fügte sie mit einer Schnur zusammen und umwickelte sie mit Garn und Kordeln aus verschiedenen Fasern. Sie versuchte ihre Objekte so zu verstecken und zu schützen, umfangen in einem Kokon. Damit erfand Scott ihre eigene Technik, unabhängig von den Techniken des Webens, Stickens oder Nähens. Sie ordnete die Fäden so an, dass sie sich in komplexen Netzen überlagerten oder sich auf raffinierte Weise verbanden. Ihre Werke erinnern an riesige Kokons, von Magie durchdrungene Maskottchen oder „Zauberpuppen“.
Werke von ihr befinden sich im Elizabeth A. Sackler Center for Feminist Art und in der Collection de l’Art Brut, Lausanne, die ihr 2001 eine Einzelausstellung widmete.
Zudem sind sie in den ständigen Sammlungen des Museums of Modern Art, des San Francisco Museums of Modern Art, des American Folk Art Museums, des Museum of Everything, des Intuit: The Center for Intuitive and Outsider Art und des American Visionary Art Museum ausgestellt. Ihre Werke wurden in Galerien, Messen und Museen auf der ganzen Welt gezeigt, insbesondere auf der 57. Biennale in Venedig im Jahr 2017. Im Jahr 2014 zeigte das Brooklyn Museum die erste umfassende Übersicht über Scotts Werke in einer Ausstellung mit dem Titel „Judith Scott: Bound and Unbound“. Von 2023 bis 2025 sind ihre Werke in der Ausstellung „The Secret Within: The Art of Judith Scott“ im American Visionary Art Museum ausgestellt.

## Filme
- Outsider: The Life and Art of Judith Scott. Betsy Bayha, Icarus Films, Brooklyn, 2022, 26 min. Kurzfilm über das Leben und Werk von Judith Scott
- ¿Qué tienes debajo del sombrero? (What’s under your hat?) Lola Barrera und Iñaki Peñafiel, Alicia Produce, Spanien, 2006
- Les cocons magiques de Judith Scott. Philippe Lespinasse, Lokomotiv films, Lausanne/Bordeaux, 2006

## Bücher
- Joyce Scott, Brie Spangler, Melissa Sweet: Unbound: The Life and Art of Judith Scott. Knopf, New York 2021, ISBN 978-0-525-64812-3
- Joyce Wallace Scott: Entwined: Sisters and Secrets in the Silent World of Artist Judith Scott. Beacon Press, Boston 2016, ISBN 978-0-8070-5140-5
- Catherine Morris, Matthew Higgs (Hrsg.), Lynne Cooke, Joyce Scott, Kevin Killian: Judith Scott: Bound and Unbound. Prestel, München 2014, ISBN 978-3-7913-5384-5
- Johann Feilacher (Hrsg.): judith.! Residenz, Salzburg/Wien 2010, ISBN 978-3-7017-3224-1
- Leon Borensztein, John M. MacGregor: Metamorphosis. The Fiber Art of Judith Scott. Creative Growth Art Center, Oakland 1999, ISBN 978-0-9673160-0-0